# That Kind of Thing
That Kind of Thing è un album del cantautore italiano Sergio Caputo pubblicato nel 2003. A differenza degli altri album, si tratta di un disco totalmente strumentale.

## Descrizione
Recatosi a vivere negli Stati Uniti nel 1999, Sergio Caputo passa ad una nuova fase della sua carriera, essenzialmente come chitarrista jazz. Questo periodo è connotato dalla collaborazione con grandissimi musicisti jazz, come Dizzie Gillespie, Lester Bowie e Tony Scott.
È in questo momento che nasce That Kind of Thing, un album strumentale smooth jazz, registrato nel giro di un anno e destinato al mercato internazionale.
Nell'album Sergio Caputo si è occupato della scrittura delle musiche, suonando basso elettrico e chitarra. Hanno collaborato musicisti jazz come Rob Sudduth e Charles Mc Neal ai sassofoni, Mike Olmes alla tromba e al flicorno, Marty Wehner al trombone ed Enrico Rava alla tromba.

## Tracce
1. Everything I Do – 4:55
2. Guess I Miss You Again – 4:07
3. Intimacy – 4:18
4. Serenata Roja – 4:05
5. Like a Shooting Star – 3:47
6. Waiting for Your Love – 5:42
7. My Lost Venus – 3:27
8. In the Madness of My Dreams – 4:54
9. I Used to Be So Cool – 4:09
10. Jazzy Girl – 4:50

Durata totale: 44:14